# Nefron

Nefron in een nier

Een nefron is de basiseenheid (zowel functioneel als structureel) van de nier.

## Werking van het nefron
De eerste stap is het filtreren van plasma met opgeloste stoffen uit het bloed. Bloedcellen en grote eiwitten blijven hierbij achter in het bloed. Dit proces vindt plaats in het de glomerulus, een kluwen van haarvaten. De kant van het bloedvat dat het kapsel van Bowman in gaat heeft een grotere diameter dan de kant die er uit gaat. Hierdoor bouwt de druk in de glomerulus hoog(er) op en wordt er nog meer vloeistof uit het bloedvat geperst. 
Vervolgens wordt het vocht opgevangen in het kapsel van Bowman, dat het zeeflichaampje omhult. Het heet dan de voorurine of ultrafiltraat. Van daar stroomt het door de lange en kronkelige nierbuisjes (tubuli contorti) naar de urineblaas. In deze buisjes worden stoffen zoals glucose, natrium, kalium en aminozuren terug afgegeven aan het bloed. Sommige stoffen (zoals natrium en glucose) doen dit door zogeheten actief transport, andere (zoals water en ureum) doen dit door passief transport.
De barrière tussen de haarvaten van het zeeflichaampje en de holte in het nefron bestaat uit meerdere lagen:
- het endotheel van de haarvaten. Hiertussen liggen zogenaamde mesangiumcellen. Deze bevatten actinefilamenten en kunnen hierdoor samentrekken om de bloedstroom door de capillairen te beperken.
- de basale membraan, een extracellulaire laag waarop epitheelcellen rusten.
- de spleetmembraan, bestaande uit podocyten, cellen met uitsteeksels die tussenliggende poriën open laten.

Het zeeflichaampje en het kapsel van Bowman vormen gezamenlijk het lichaampje van Malpighi. Het daaruit ontspringende nierbuisje (tubulus) bestaat uit vier in serie geschakelde gedeelten die elk een eigen functie hebben.

## Nierbuis

### Proximale tubulus
Het door de glomerulus gefiltreerde vocht stroomt vanaf het kapsel van Bowman in de proximale tubulus. Het (ultra)filtraat in de proximale tubulus is hypotoon ten opzichte van het omgevende bloed. Hierdoor worden grote hoeveelheden water door osmose uit het nefron verwijderd. Er treedt ook actieve resorptie van glucose, zouten en aminozuren op.

### Lis van Henle
Het filtraat uit de proximale tubulus komt vervolgens in de lis van Henle terecht. Deze bestaat uit een dalend en een stijgend deel. Het dalende deel van de Lis van Henle is doorlaatbaar voor water en minder voor zouten. Het stijgende deel is juist niet doorlaatbaar voor water en hier wordt zouten en andere stoffen vanuit de lis terug gewonnen. Hierdoor stijgt de concentratie van de voorurine en het omliggende interstitium. Dit proces heet het tegenstroomprincipe en zorgt ervoor dat er veel zouten kunnen worden teruggewonnen, maar dat er ook veel water kan worden geresorbeerd. Aan het eind van de lis van Henle is nog zo'n 6% van het water en 4% van de zouten in de voorurine over.
De lis van Henle is genoemd naar de ontdekker, de Duitse anatoom Friedrich Gustav Jakob Henle.

### Distale tubulus
In de distale tubulus wordt onder invloed van het hormoon aldosteron nog meer zout uit de voorurine gepompt, waardoor de osmotische waarde verandert en het water het zout terug naar het bloed volgt. Deze buis speelt een rol in de regulatie van de K+, CL- en Na+ -concentratie in de lichaamsvloeistof. Hierbij gaat het om variatie in de hoeveelheid K+-afscheiding naar het filtraat. Ook geldt dit voor Na+ en Cl-reabsorptie vanuit het filtraat naar buiten. Net als de proximale buis regelt ook deze buis de pH door afscheiding van H+ naar het filtraat en reabsorptie van HCO3- vanuit het filtraat.

### Verzamelbuis
Ten slotte komt de overgebleven vloeistof uit in de verzamelbuis, vanwaar het via het nierbekken en de urineleider naar de urineblaas stroomt. De wand van de verzamelbuis is normaal niet doorlaatbaar voor water, maar wordt dit wel onder invloed van het antidiuretisch hormoon (ADH of vasopressine, gemaakt door de neurohypofyse). Bij aanwezigheid van dit hormoon stroomt er dus nog extra water uit het lumen naar het interstitium onder invloed van de in de lis van Henle door middel van tegenstroom opgewekte osmotische gradiënt. Zo wordt de urine nog sterker geconcentreerd.